# Conjunt de la plaça Major d'Eroles
El Conjunt de la plaça Major d'Eroles és una obra de Tremp (Pallars Jussà) inclosa a l'Inventari del Patrimoni Arquitectònic de Catalunya.

## Descripció
La Plaça Major d'Eroles és un espai de dimensions mitjanes, resultat de l'agregació de vivendes formant un espai irregular i d'interrelació. Les edificacions que formen el conjunt de la Plaça Major segueixen un model de construcció popular, amb la pedra vista irregular, de dues o tres altures i amb les obertures disposades de forma asimètrica. Val a dir, no obstant, que han desaparegut edificacions que conformaven el conjunt de la Plaça.